# Аякс (лек крайцер, 1934)
Вижте пояснителната страница за други значения на Аякс.
„Аякс“ (на английски: HMS Ajax (22)) е лек крайцер от типа „Леандър“, на Кралския флот от времето на Втората световна война. Корабът е известен със своето участие в битката за Ла Плата, битките за Крит и Малта и като поддържащ ескорт при обсадата на Тобрук.
Девизът на кораба е: NEC QUISQUAM NISI AJAX – Никой, освен Аякс, не може да победи Аякс.

## Преди войната
Построен в корабостроителницата на „Викерс Армстронг“ в Бароу ин Фърнес, Англия, като килът е положен на 7 февруари 1933 г., крайцерът е спуснат на вода на 1 март 1934 г. и завършен на 12 април 1935 г. След завършването си, „Аякс“ служи в Западноиндийската станция, а през септември 1939 г., в началото на войната, е прехвърлен към Южноатлантическата станция. Потопява германският търговски кораб „Олинда“ и пресреща търговския „Карл Фрицен“ и пътническия „Усукума“. И двата кораба са потопени от екипажите си, за да избегнат плен.

## Битката за Ла Плата
Крайцерът е флагман на Съединение „G“ на комодор Хенри Харууд, по време на преследването на германския джобен линкор „Адмирал граф Шпее“. „Аякс“ е уцелен седем пъти от германците, но причинява сериозни щети на немския кораб по време на битката за Ла Плата на 13 декември 1939 г. Крайцерът след това е в Чили и помага при възстановителните работи след земетресението в Консепсион – години по-късно, живите членове от екипажа на „Аякс“ са наградени с медали от чилийското правителство за неоценимата си помощ.

## Средиземно море, Крит и Северна Африка
След ремонт, продължил до юли 1940 г., по време на който „Аякс“ също така е оборудван с радар тип 279, крайцерът е преместен в Средиземно море. На 11 октомври корабът влиза в сблъсък с италианските сили край нос Пасеро (виж битка при нос Пасеро), където потопява торпедните катери „Аироне“ и „Ариел“, и тежко поврежда разрушителя „Артилиере“, който по-късно е потопен от „Йорк“ (HMS York). По-късно, крайцерът взима участие в битката при Таранто. „Аякс“ е един от ескортните съдове при тази успешна операция, която е първата изцяло въздушна атака над морски сили в историята. Корабът участва и в битката при Матапан, където на 21 май е уцелен от бомби от Юнкерс 87. До 29 май, крайцерът евакуира голям брой войници след битката за Крит. После участва в операциите в Сирия през юни, а през ноември 1941 г. се присъединява към Съединение „К“ в Малта, откъдето е изтеглен обратно през февруари 1942 г.

## Десантът в Нормандия и история след войната
Крайцерът е ремонтиран в Англия от май до октомври 1942 г., а после се завръща в Средиземноморието, където отново е повреден от бомби. След ремонтни работи в Ню Йорк между март и октомври 1943 г., „Аякс“ се завръща в Средиземно море. Като част от Съединение „К“, корабът обстрелва плажа „Голд“, по време на десанта в Нормандия, а по-късно поддържа десанта в южна Франция. След това, крайцерът действа в Егейско море, по време на освобождаването на Атина и гражданската война в Гърция.
След войната, „Аякс“ участва в инцидента с кораба „Изход“ през 1947 г., където е част от оперативното съединение на Кралския флот, следящо кораба с имигранти.

## Спомените за „Аякс“
Корабът е отписан от служба през февруари 1948 г. Първоначално плановете за крайцера са да бъде продаден на индийските ВМС, но сделката не се осъществява поради несъгласието на Уинстън Чърчил, който смята, че такъв важен кораб е по-добре да бъде унищожен, за да бъде запазена историята му. Съответно „Аякс“ пристига в Нюпорт на 18 ноември 1949 г., където да бъде нарязан за скрап.
Град Аякс в Онтарио, Канада, е наименуван в чест на крайцера, след битката за Ла Плата. В града има улици, наречени на членове на екипажа на кораба. Например, „Харууд авеню“ е главната улица от север на юг.
В допълнение на това, много от табелите на улиците носят очертанието на кораба, а корабната котва лежи пред местния клон на Кралския канадски легион.

## Коментари
1. ↑  Всички данни се привеждат към 1939 г.